# 波格斯凱泥板

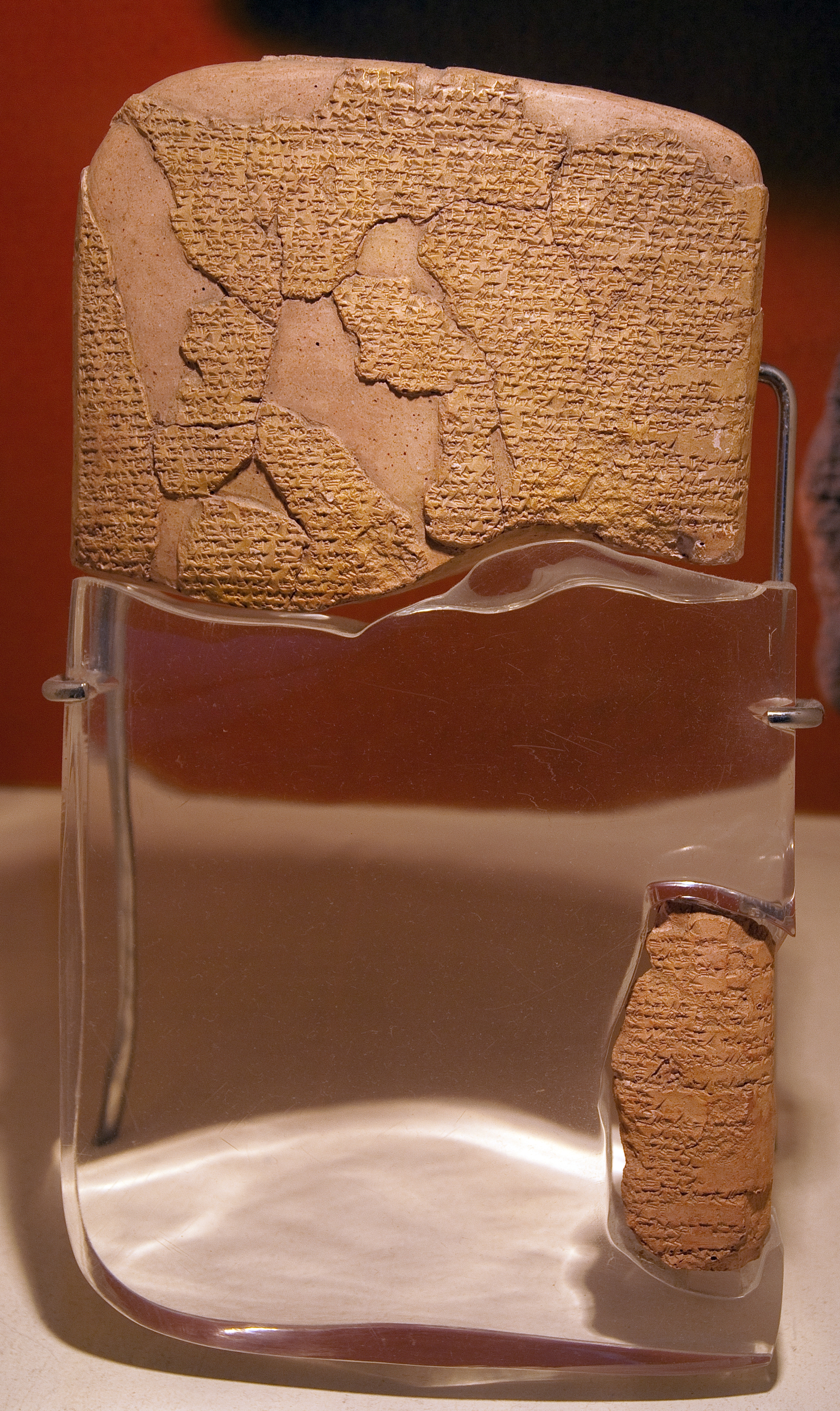

波格斯凱泥板（Boghazkoy Tablets）於1906年由考古學家在土耳其首都安卡拉以東145公里的克澤爾河灣之波阿兹卡雷哈圖沙廢墟發掘。泥版的文字都是赫人帝國（西臺帝國）的語文，以楔形文字寫成，經過鑑定和翻譯後發現到當地為聖經赫人帝國的首都，也證明赫人是個有重要歷史價值的古民族，促進展現舊約聖經世界的時代背景。
泥版上的記述也有助說明族長時代的文化背景。例如舊約聖經《創世記》23章所記亞伯拉罕向赫人買地葬妻的經過，這一項有關赫人買賣土地的法律細節，與泥版的記載完全相符，從而肯定了這段聖經記載的歷史價值。 

## 考古
第一次世界大戰期間，考古工作都停頓下來。後來英軍攻克巴勒斯坦，從土耳其人中接管該地，於是考古工作重新展開，而且空前篷勃。英美兩國紛紛成立考古隊前來參與。這時期出色的考古學者包括奧勃萊（W. F. Aibright）和懷特（G. E. Wright）。而古語文學家也配合 美索不達米亞的考古工作，使到古代文字諸如蘇美爾語、阿卡德語和埃蘭語都可以順利譯出，其中著名學者包括霍肯士坦（A. Falkenstein），派貝爾（A. Paebel）以及蘭斯柏格（B. Landsberger）。